# Siim Kallas
Siim Kallas (Tallinn, Sovjetunie, 2 oktober 1948) is een Estisch politicus van de Eesti Reformierakond. Hij was onder meer premier van Estland (2002-2003) en de eerste Europees commissaris namens Estland (2004-2014).

## Loopbaan

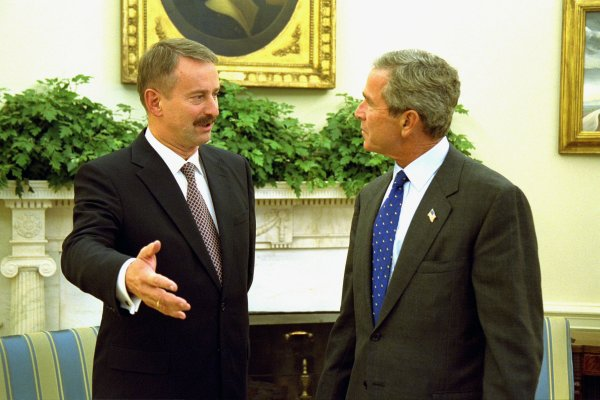
Kallas met George W. Bush in 2002.

Kallas was van 1991 tot 1995 president van de Centrale Bank van Estland (Eesti Pank). Hij was in deze periode verantwoordelijk voor de succesvolle introductie van de Estische kroon. Zijn loopbaan als politicus begon in 1995, toen hij de liberale Hervormingspartij (Reformierakond) oprichtte. Namens deze partij was hij van 1995 tot 1996 minister van Buitenlandse Zaken onder Tiit Vähi, van 1996 tot 1999 parlementslid en van 1999 tot 2002 minister van Financiën onder Mart Laar, die hij op 28 januari 2002 als minister-president opvolgde. Zijn regering was in functie tot na de verkiezingen van maart 2003.
Bij de toetreding van Estland tot de Europese Unie op 1 mei 2004 werd Kallas Europees commissaris zonder portefeuille. Op 1 november van dat jaar werd hij een van de vijf vicevoorzitters van de Europese commissie-Barroso I en commissaris voor administratieve zaken, audit en fraudebestrijding. In de commissie-Barroso II kreeg hij de portefeuille Transport.
Op 1 november 2014 werd hij als Estisch Eurocommissaris opgevolgd door Andrus Ansip. Zijn portefeuille werd overgenomen door Violeta Bulc.

### Beknopt carrièreoverzicht
- 1991 - 1995: president van de Bank van Estland
- 1995 - 1996: minister van Buitenlandse Zaken van Estland
- 1999 - 2002: minister van Financiën van Estland
- 2002 - 2003: premier van Estland
- 1 mei 2004 - 31 oktober 2004: Europees commissaris voor Economische en Monetaire Zaken
- 1 november 2004 - 2009: vicevoorzitter van de Europese Commissie
- 2010 - 2014: Europees commissaris voor Transport

## Persoonlijk leven
Siim Kallas is de vader van politica en partijgenote Kaja Kallas, die in 2021 premier van Estland werd. Hij besloot zich in 2014 niet herkiesbaar te stellen omdat zijn dochter aankondigde deel te nemen aan de Europese verkiezingen en hij haar wilde steunen.